# Kulin (Ban)

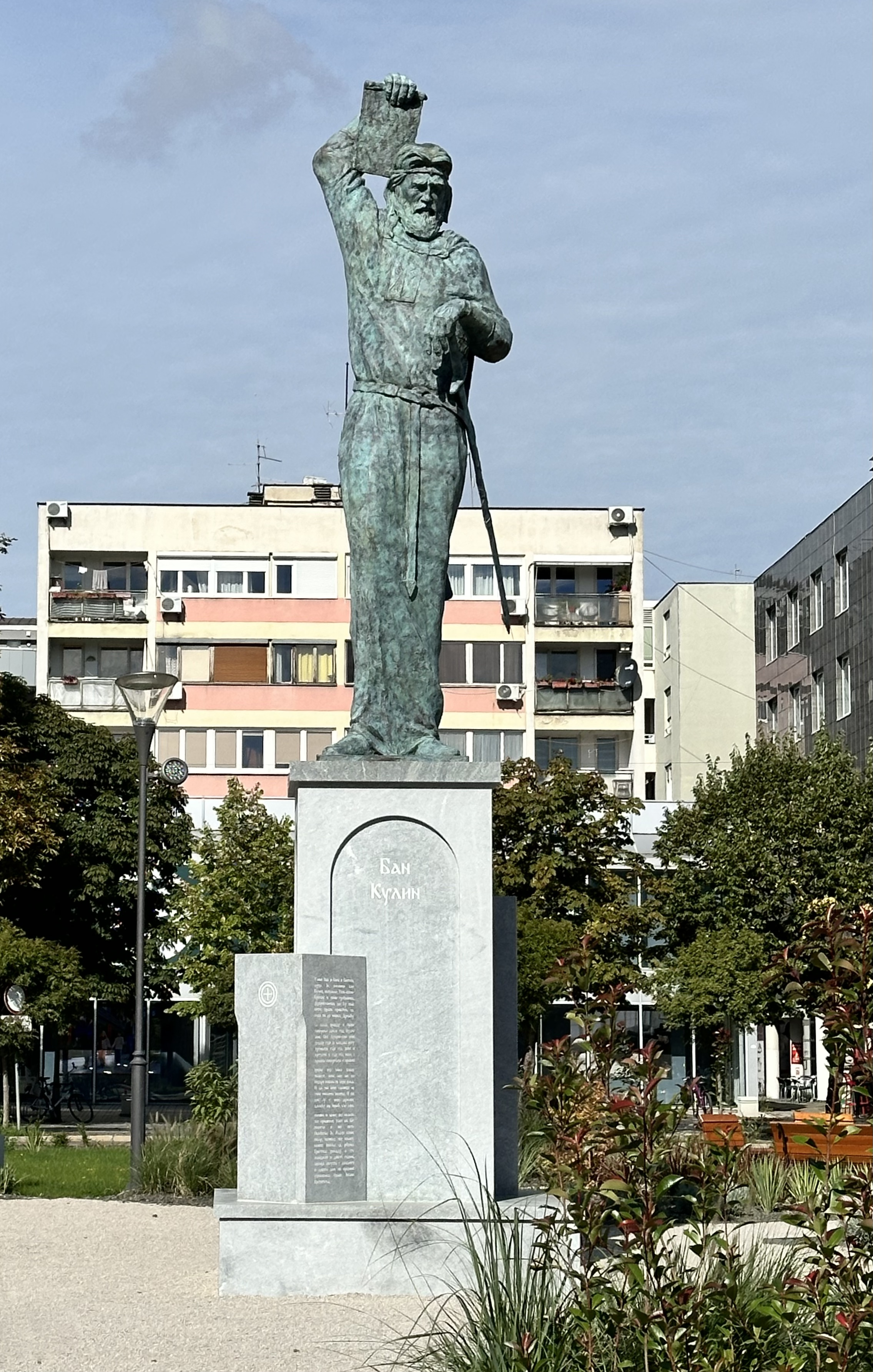
Standbild von Ban Kulin in Banja Luka

Kulin (* vor 1170; † um 1204) war der zweite Ban Bosniens von etwa 1180 bis 1204. Er gilt als der Gründer des de facto unabhängigen bosnischen Staates sowie der bosnischen Kirche. De jure stand er zunächst unter byzantinischer, später unter ungarischer Oberhoheit.

## Leben und Wirken

### Herkunft
Die dynastischen Verbindungen zwischen Kulin, seinem Vorgänger und Nachfolger sind nicht gesichert. Ferdo Šišić vertrat den Gedanken, dass er der Sohn und Nachfolger des Banus Borić gewesen sei. Wahrscheinlich ist die Annahme, dass Kulin dem bosnischen Adel angehörte und dass er unter byzantinischer Schirmherrschaft zu Zeiten des Manuel I. Komnenos auf den Thron gebracht wurde. Die Herrschaft der Byzantiner auf dem Balkan neigte sich in dieser Phase dem Ende entgegen.

### Erwähnungen
Zum ersten Mal wird Kulin im Herbst 1180 nach dem Tod des Kaisers Manuel I. in Quellen erwähnt. Dies geschah im Brief des Legaten Teobald, welcher dem „edlen und mächtigen Manne Kulin, dem bosnischen Ban“ (plemenitom i moćnom mužu Kulinu, banu bosanskome) einen Brief des Papstes überreichen sollte. Dieser beinhaltete die Aufforderung, dass Kulin zwei seiner Diener nach Rom schicken solle. Über Kulin selbst gab es bis zum Sommer 1189 keine zuverlässigen Nachrichten.

### Regierungszeit
Die Regierungszeit von Ban Kulin gilt heute als „erste Blütezeit“ eines bosnischen Staatswesens.
Kulin schaffte es, Bosnien von der byzantinischen Oberhoheit (Suzeränität) zu befreien, stand aber in einem vasallenähnlichen Verhältnis zum ungarisch-kroatischen König Béla III. Im Jahr 1189 gab er eine Urkunde heraus, in welcher dem Knez von Dubrovnik (Ragusa), Krvaš, und den Bürgern der Stadt erlaubt wurde, sich in den von Kulin beherrschten Gebieten frei zu bewegen. Die Urkunde beinhaltete auch eine bestimmte Entschädigung in Form einer Schenkung. Dies bedeutete den Anfang der Stärkung der wirtschaftlichen Beziehungen zwischen Bosnien und Dubrovnik. Kulin wird in diesem Dokument als Herrscher Bosniens (dominus Bosnae) bezeichnet. Außerdem wird geschrieben, dass Kulin Freund des Fürsten von Dubrovnik und dessen Bürger „auf Ewigkeiten“ (od sele i do vijeka) sein wolle. Ebenso wurde in der Urkunde des Ban Kulin den ragusanischen Händlern Handel ohne Zollgebühren erlaubt; es wurden Sicherheit und Schutz gewährt. Dies war der erste Handelsvertrag Bosniens mit Dubrovnik und zugleich eine der ältesten in südslawischer Sprache verfassten Urkunden.
Bereits kurz nach der Gründung der Bosnischen Kirche ging Rom entschlossen gegen diese vor. Im Jahr 1199/1200 benachrichtigte der Herrscher von Duklja (Dioklitien), Vukan, den Papst Innozenz III. darüber, dass sich in Bosnien eine große Anzahl an „Häretikern“ angesiedelt und das sich selbst der Ban Kulin diesen angeschlossen habe. Papst Innozenz III. übermittelte dem ungarisch-kroatischen König Emmerich, dass Kulin einer großen Zahl von Christen Zuflucht und Schutz gewähre, welche der Erzbischof von Split, Bernard, aus Split und Trogir vertrieben hatte. In dem gleichen Brief ersuchte der Papst König Emmerich, Kulin und seine Krstjani aus Bosnien zu vertreiben, sollten diese nicht abschwören. Innozenz III. schickte auf Kulins Vorschlag hin seinen Legaten Johannes von Casamari nach Bosnien, welcher sich 1203 auf dem Feld von Bilino mit Ban Kulin und den Vorgesetzten der Krstjani traf. In diesem Zusammenhang entstand am 8. April 1203 ein Dokument, welches als Abjuration/Abschwörung vom Bilino-Feld (bilinopoljska abjuracija) bekannt ist, in welcher sich die Krstjani mit Kulin an der Spitze öffentlich von Häresie und Schisma lossagten und sich zur römisch-katholischen Kirche bekannten.
Am 30. April 1203 bestätigte König Emmerich das Dokument. Dies geschah in Anwesenheit von Casamari, Repräsentanten der bosnischen Christen und eines nicht beim Namen genannten Sohn Kulins. Nach diesem Ereignis sind keine Nachrichten mehr über Kulin verfügbar.
Chronisten aus Dubrovnik führten auf, dass Erzbischof Bernard auf die Einladung des Bans hin nach Bosnien ging, um zwei Kirchen zu segnen. Laut N. Ranjini war das 1185, nach Mavro Orbini 1194. Das bosnische Bistum war zu dieser Zeit vakant; es fanden Vorbereitungen für die Weihe eines Bischofs, wahrscheinlich namens Danijel statt; dies wurde im Frühjahr 1195 in Dubrovnik veröffentlicht. In der Literatur überwiegt die Meinung, dass eine der Kirchen, welche auf der Tafel des Kulin erwähnt wird, sich auf dem Gebiet von Muhašinovići bzw. Gornje Moštre befindet.
Der mittelalterliche bosnische Staat unter Ban Kulin umfasste Usora, Soli, die Pfarren Luka, Pliva und Vrbanja; während Kulins Herrschaft wurde Bosnien politisch gestärkt, entwickelte sich wirtschaftlich und expandierte stark.

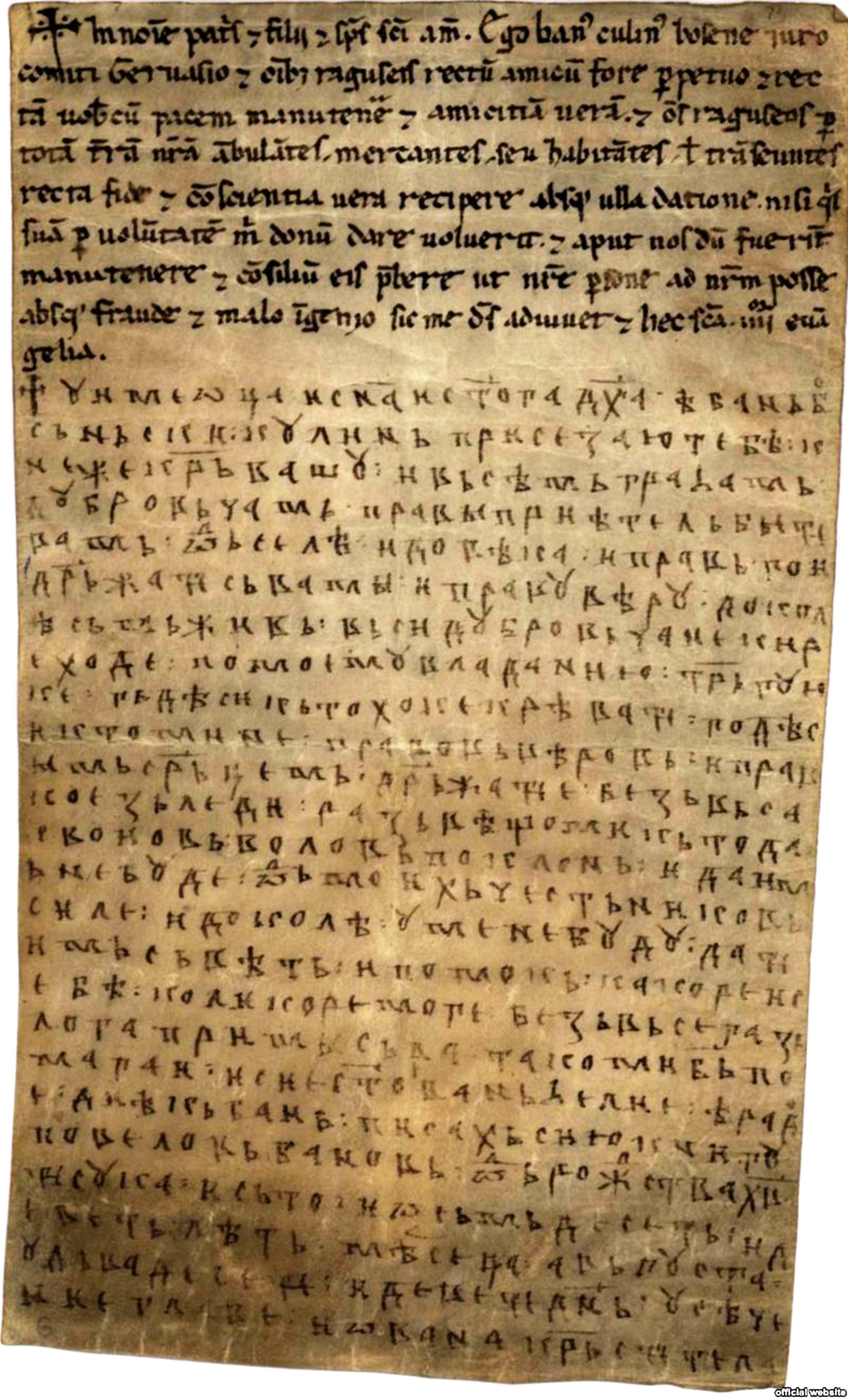
Die Urkunde des Ban Kulin
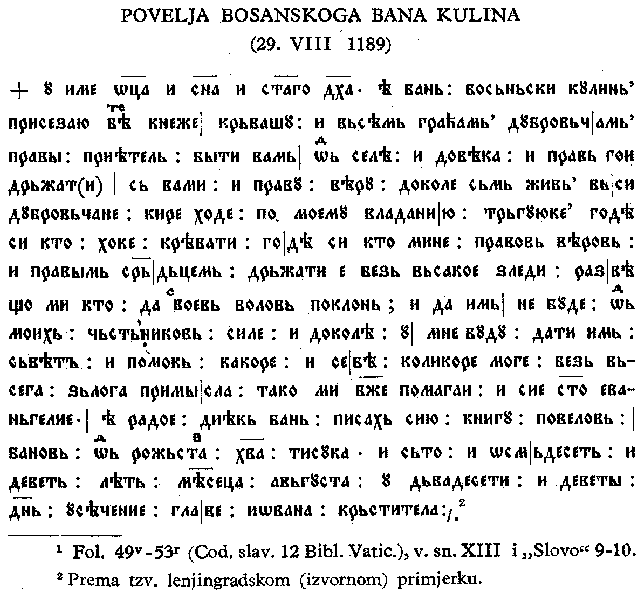
Eine neuere Abschrift der Urkunde

## Namensgeber
Aufgrund der großen Bedeutung, die Kulin als erstem bekannten Herrscher eines faktisch unabhängigen bosnischen Staates zugeschrieben wird, sind heutzutage v. a. in Bosnien und Herzegowina zahlreiche Straßen und Plätze nach ihm benannt, so zum Beispiel die repräsentative Obala Kulina Bana („Ban-Kulin-Ufer“) in Sarajevo.
Außerdem taucht die Figur des Banus in Volksliedern und Gedichten auf.